# En Mand og hans Penge
En Mand og hans Penge (originaltitel. A Man and His Money) er en amerikansk stumfilm fra 1919 af instrueret af Harry Beaumont.

## Medvirkende
- Tom Moore som Harry Lathrop
- Seena Owen som Betty Dalrymple
- Sidney Ainsworth som Walter Randall
- Kate Lester som Johnston DeLong
- Claire Du Brey som Varda Ropers